# Can Teresa Pujató
Can Teresa Pujató és una obra de Sitges (Garraf) inclosa a l'Inventari del Patrimoni Arquitectònic de Catalunya.

## Descripció
La casa Teresa Pujató és un edifici aïllat que ocupa part d'una illa, la resta de la qual és dedicada a jardí. Té planta baixa, un pis i terrat a la catalana. La porta d'accés és d'arc de mig punt, mentre que la resta d'obertures són rectangulars. Al primer pis les obertures són balcons rectangulars amb barana de ferro. Una cornisa motllurada dona pas a la barana del terrat, que és d'obra amb espais calats. En una de les façanes que donen al jardí s'eleva una torre octogonal amb coberta de pavelló. Hi ha també una xemeneia decorada amb rajola.
Totes les obertures es troben emmarcades a la part superior per motllures acabades en capitells naturalistes.

## Història
La data de construcció d'aquesta casa és incerta, tot i que per les seves característiques formals podria ser de finals del segle xix o principis del segle xx. Cap a l'any 1910 es produí una reforma al jardí, i segons consta a l'Arxiu Municipal de Sitges, el 2-10-1912 l'aleshores propietària Teresa Pujató Cantó va demanar permís a l'Ajuntament per modificar-ne les façanes. Aquesta petició va ser aprovada el 3 d'octubre del 1912